# Vermelle
Ne doit pas être confondu avec Vermelles.

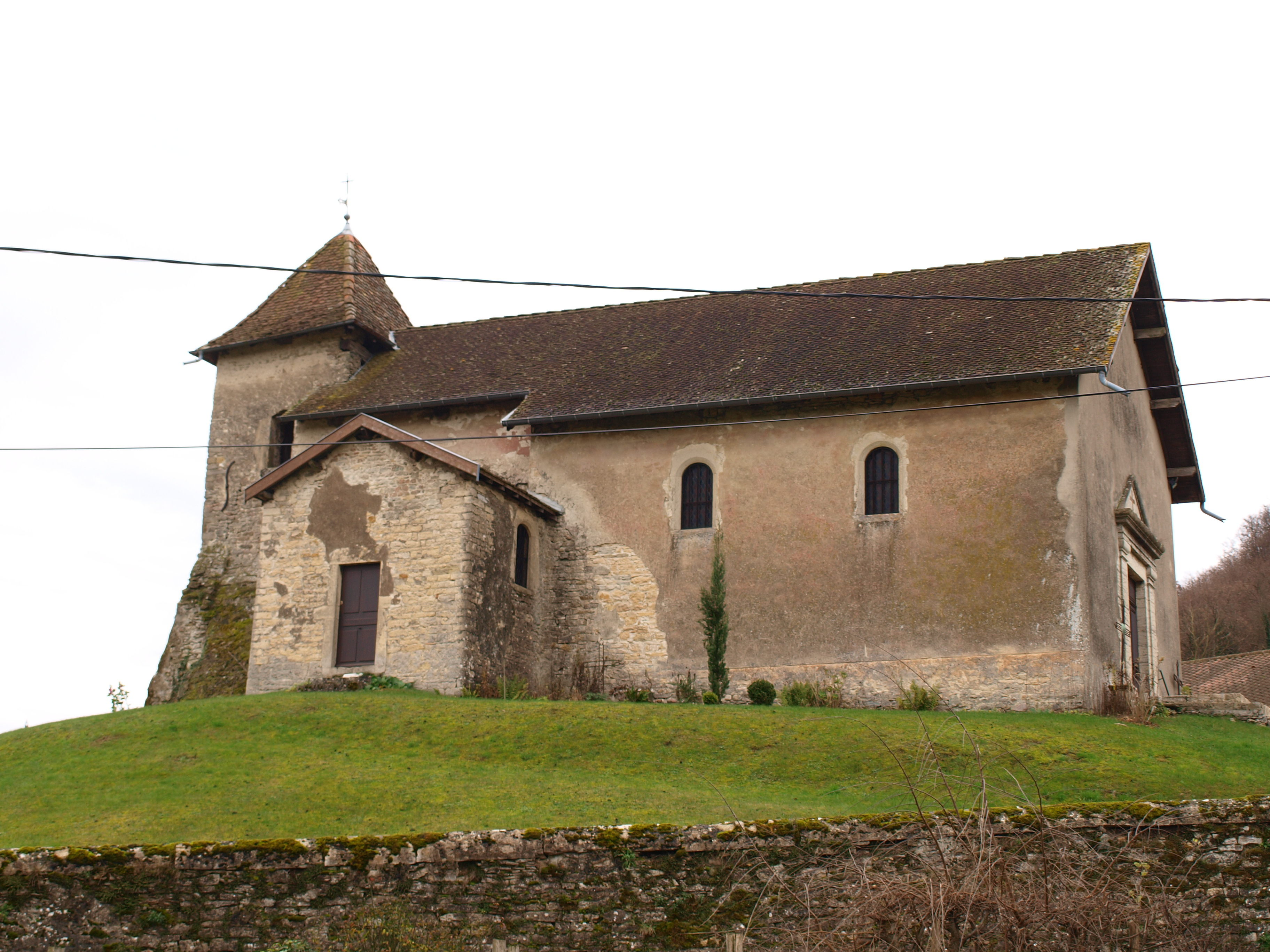
Église Saint-Blaise de Vermelle

Vermelle est une ancienne commune du département de l'Isère qui fut, en l'an X, supprimée et son territoire fut rattaché à la commune des Éparres.
En août 1882, Vermelle fut distrait du territoire des Éparres, et uni au territoire du hameau de Nivolas, lui-même soustrait de la commune de Sérézin-de-la-Tour, pour former la nouvelle commune de Nivolas-Vermelle.
Il semble que  « son existence communale ne fut jamais réelle. Si des registres d'état-civil portent son nom uni à celui de Ruffieux, c'est à Ruffieux que les registres furent tenus, Vermelle, n'ayant jamais possédé de maison communale. »